# Gareth Hale
Dit overzicht is mogelijk incompleet; u kunt helpen door het uit te breiden.
Gareth Irvin Hale (15 januari 1953) is een Brits komiek en acteur die het bekendst is van zijn rol in het komische duo Hale and Pace, met zijn vriend Norman Pace.
Hun samenwerking als komieken heeft diverse televisieprogramma's opgeleverd, waarvan vooral Hale and Pace, Pushing Up Daisies, h&p@bbc en Jobs for the Boys bekend zijn. Als acteurs speelden ze ook gastrollen, zoals in Survival. Daarnaast speelde Hale in de soap Family Affairs als Doug MacKenzie en in The Royals.
- Bibliothèque nationale de France: cb14066704q (data)
- International Standard Name Identifier: 0000 0000 6310 0464
- Library of Congress Control Number: n85350211
- MusicBrainz: 13512ef2-3721-423c-9460-ca41644a888f
- Nederlandse Thesaurus van Auteursnamen: 131501453
- Virtual International Authority File: 44504760
- WorldCat: E39PBJhCD4JjBYkxbvmPJ4V3cP